# Rhinomacquartia chaetophora
Rhinomacquartia chaetophora là một loài ruồi trong họ Tachinidae.